# Parvalbumine

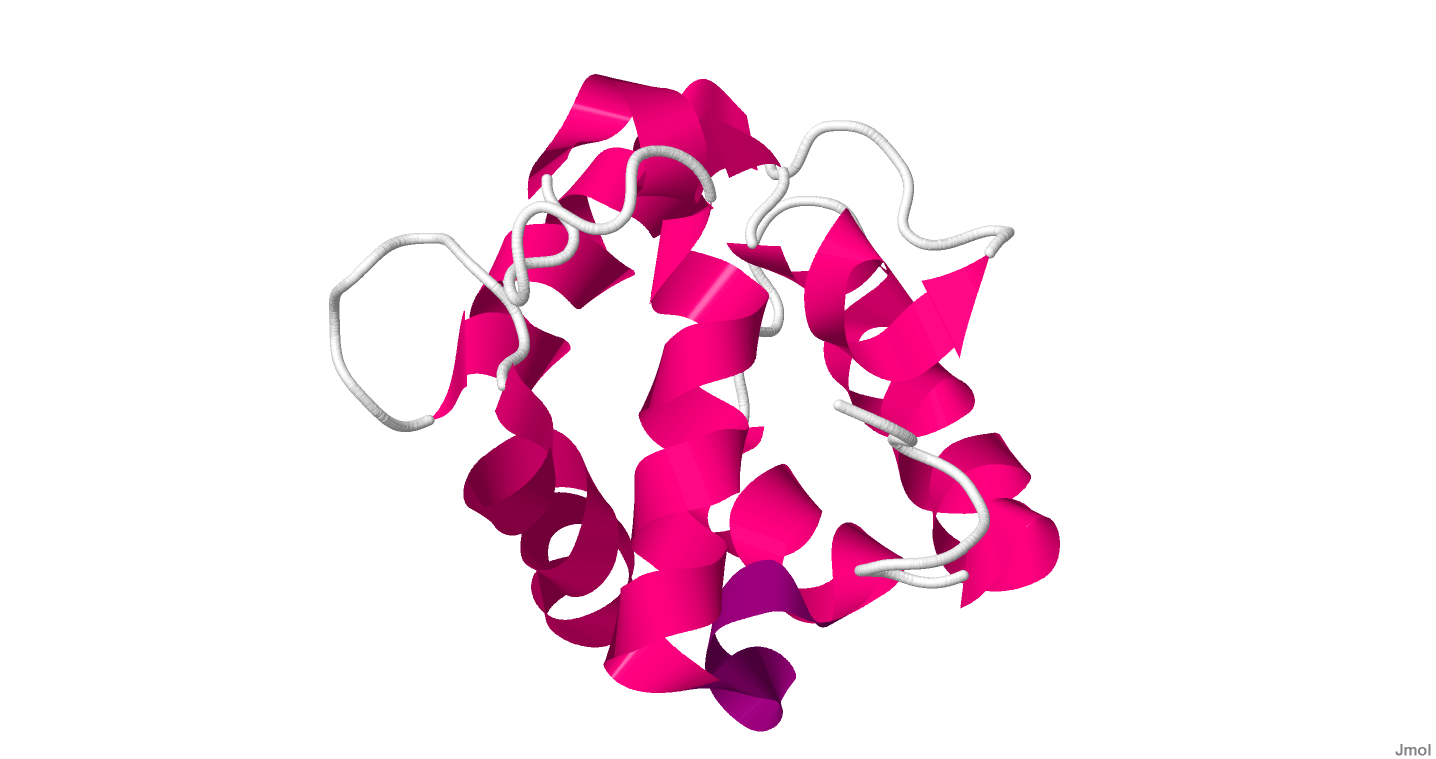
Structure de la parvalbumine α humaine.

La parvalbumine est une protéine proche de l'albumine qui fixe le calcium. Elle a un faible poids moléculaire (entre 9 et 11 kDa).
Sa structure est proche de celles de la calmoduline et de la troponine C.
On retrouve la parvalbumine dans les muscles à contraction rapide où ses concentrations sont les plus hautes, dans le cerveau et dans certains tissus endocrines (glandes productrice d'hormones). (de quelle(s) espèce(s) parle-t-on?)
Elle est impliquée dans la signalisation du calcium. Les protéines qui fixent le calcium comme la parvalbumine jouent un rôle dans beaucoup de processus physiologiques : la régulation du cycle cellulaire, la production de second messager, la contraction musculaire, l'organisation des microtubules et la vision (ref). Ils sont aussi un sujet d'intérêt dans la recherche sur la maladie d'Alzheimer, la schizophrénie, d'autres troubles  du système nerveux, des troubles cognitifs lié à l'âge et quelques formes de cancer.
La parvalbumine est présente dans les interneurones GABAergiques (types de neurones inhibiteurs). Elle est exprimée de manière prédominante par les cellules en chandelier et les cellules en panier (basket cell) dans le cortex cérébral. Dans le cervelet, la parvalbumine est exprimée  dans les cellules de Purkinje et dans les interneurones de la couche moléculaire (couche la externe du cortex cérebelleux) (ref). Dans l'hippocampe, les interneurones à parvalbumine sont subdivisés en cellules à panier (basket cell), neurones axo-axonique, intercouches, cellules O-LM. Chaque sous-type ciblant des domaines distincts des cellules pyramidales. Les connexions des interneurones à parvalbumine sont pour la plupart périsomatique (autour du corps cellulaire du neurone). La plupart des interneurones à parvalbumine sont à décharge rapide . On pense aussi qu'ils sont responsables du rythme gamma enregistré sur un EEG ,.
Les interneurones qui expriment de la parvalbumine représentent approximativement 5 % des cellules à GABA chez les primates dans le cortex préfrontal dorsolatéral (ref). Les autres protéines qui fixent le calcium dans ces cellules sont la calrétinine (50 % dans le cortex préfrontal dorsolatéral) et la calbindine. Ces interneurones sont aussi classifiés en sous-groupes par l'expression de neuropeptides (somatostatine, neuropeptide Y et cholecystokinine).

## Rôles en pathologie
- Des diminutions de l'expression de parvalbumine et de la production de GAD67 (en) ont été trouvées dans des interneurones GABAergiques à parvalbumine dans la schizophrénie.
- La parvalbumine a été identifiée comme un allergène qui cause des allergies aux poissons et fruits de mer. Une étude réalisée par des chercheurs Luxembourgeois en 2010 révèle les différents taux de parvalbumine par espèce de poisson, ce qui permet aux personnes allergiques de manger du poisson; le thon, le maquereau et le saumon ayant des taux très faibles.
- Selon les travaux menés par Sandra Kuhlmann à l'université de Californie, en endormant ces neurones on peut traiter le défaut de l’œil paresseux à l'âge adulte (sur modèle murin)[6].